# Oleg Jaritónov
Oleg Jaritónov –en ucraniano y ruso, Олег Харитонов– (Yuzhny, 2 de agosto de 1988) es un deportista ucraniano que compitió para Rusia en piragüismo en la modalidad de aguas tranquilas. Ganó dos medallas de plata en el Campeonato Mundial de Piragüismo, en 2009 en la prueba de K1 200 m y en 2013 en la prueba de K1 4 × 200 m, y una medalla de oro en el Campeonato Europeo de Piragüismo de 2009. Está casado con la piragüista Anastasiya Serguéyeva.

## Palmarés internacional
| Representando a Ucrania |                        |                  |              |
| Campeonato Mundial      |                        |                  |              |
| Año                     | Lugar                  | Medalla          | Competición  |
| 2009                    | Dartmouth (Canadá)     | Medalla de plata | K1 200 m     |
| Campeonato Europeo      |                        |                  |              |
| Año                     | Lugar                  | Medalla          | Competición  |
| 2009                    | Brandeburgo (Alemania) | Medalla de oro   | K1 200 m     |
| Representando a Rusia   |                        |                  |              |
| Campeonato Mundial      |                        |                  |              |
| Año                     | Lugar                  | Medalla          | Competición  |
| 2013                    | Duisburgo (Alemania)   | Medalla de plata | K1 4 × 200 m |